# Dracy-le-Fort
Dracy-le-Fort è un comune francese di 1 392 abitanti situato nel dipartimento della Saona e Loira nella regione della Borgogna-Franca Contea.

## Società

### Evoluzione demografica
Abitanti censiti